# Yuen Ren Chao

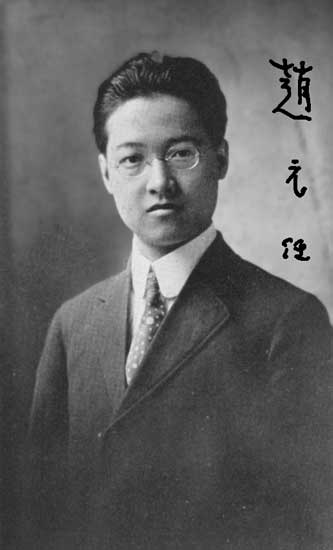
Yuen Ren Chao
(Zhao Yuanren) um 1916

Yuen Ren Chao (chinesisch 趙元任 / 赵元任, Pinyin Zhào Yuánrèn, W.-G. Chao Yüan-jen, G. R. Jaw Yuanrenn, Jyutping Ziu6 Jyun4jam6, * 3. November 1892 in Tianjin, Kaiserreich China; † 25. Februar 1982 in Cambridge, Massachusetts, Vereinigte Staaten) war ein chinesischer Sprachwissenschaftler, Begründer der modernen chinesischen Sprachwissenschaft und Schöpfer der Romanisierung Gwoyeu Romatzyh. 
Er war zudem Autor eines modernen Werkes über die chinesische Grammatik.
Von ihm stammt das Gedicht Löwenessender Dichter in der Steinhöhle, welches die hohe Anzahl von Homophonen in der chinesischen Sprache demonstriert. Es besteht vollständig aus Zeichen, welche der Pinyin-Schreibweise shi entsprechen, nur durch die vier unterschiedlichen Töne variiert (vgl. Tonsprache).
Die Entwicklung von Tonformen zur Veranschaulichung von Tonhöhen und Tonänderungen wird ihm zugeschrieben.
1948 wurde Chao in die American Academy of Arts and Sciences gewählt. 1973 wurde er korrespondierendes Mitglied der British Academy.
Er ist auch als Liedkomponist hervorgetreten, eine Auswahl seiner Lieder erschien unter dem Titel Zhao Yuanren gequ xuanji (Ausgewählte Lieder von Yuen Ren Chao).

## Werke
- Yuen Ren Chao: A Grammar of Spoken Chinese – 中國話的文法, University of California Press, Berkeley (CA) 1968, ISBN 0-520-00219-9 (englisch).
- 赵元任:《汉语口语语法》– A Grammar of Spoken Chinese,  商务印书馆 englisch Commercial Press, 2002 (1979), ISBN 7-1-000-2256-8 (chinesisch).